# Convention athée mondiale
 (avril 2017).
Si vous disposez d'ouvrages ou d'articles de référence ou si vous connaissez des sites web de qualité traitant du thème abordé ici, merci de compléter l'article en donnant les références utiles à sa vérifiabilité et en les liant à la section « Notes et références ».
La Convention athée mondiale, (en anglais Global Atheist Convention) est une réunion qui se tient annuellement à Melbourne, en Australie, sous l'égide de l'Atheist Foundation of Australia et de l'Alliance internationale athée. 
La première convention s'est tenue du 12 au 14 mars 2010 et a réuni de nombreuses personnalités militantes du monde entier. Plus de 2 000 délégués représentant diverses associations se sont réunis et les billets pour participer à l'évènement ont été entièrement vendus 5 semaines avant l'évènement.